# Scharnstein
Scharnstein (1848–1976 Viechtwang) ist eine Marktgemeinde in Oberösterreich im Bezirk Gmunden im Traunviertel mit 4936 Einwohnern (Stand 1. Jänner 2024).

## Geografie
Scharnstein liegt im Herzen des Almtals auf um die 517 m ü. A. Höhe.
Die Ausdehnung beträgt von Nord nach Süd 9,1 km, von West nach Ost 10,5 km. Die Gesamtfläche beträgt 47,8 km². 54,8 % der Fläche sind bewaldet, 36 % der Fläche sind landwirtschaftlich genutzt.
Höchste Erhebung des Gemeindegebiets ist der Steineck mit 1418 m. Weitere bekannte Berge sind der Zwillingskogel 1405 m, der Hochsalm 1405 m und das Maisenkögerl 945 m.

### Gemeindegliederung
Das Gemeindegebiet umfasst folgende vier Ortschaften (in Klammern Einwohnerzahl Stand 1. Jänner 2024):
- Dorf (669)
- Mühldorf (1589)
- Scharnstein (1370)
- Viechtwang (1308)

Die Gemeinde besteht aus den Katastralgemeinden Dorf, Mühldorf I und Viechtwang.
Die Gemeinde liegt im Gerichtsbezirk Gmunden.

### Nachbargemeinden
| Kirchham   | Vorchdorf                                   | Pettenbach                                   |
| St. Konrad | Kompassrose, die auf Nachbargemeinden zeigt | Steinbach am Ziehberg(Bez. Kirchdorf a.d.K.) |
| Gmunden    | Grünau im Almtal                            |                                              |

## Geschichte

### Ortsgeschichte
Die Grafen von Rebgau begannen um 1120 mit dem Bau der Burg Scharnstein. 1204 erfolgte die erste urkundliche Erwähnung.
Bereits 1492 erwarb der kaiserliche Pfleger auf Wildenstein, Christoph Jörger zu Reut, von Sigmund Graf Schaunberg die Burg Alt-Scharnstein samt dem Landgericht auf dem Moos, die er jedoch schon wenige Jahre später wieder an Kaiser Maximilian I. verkaufte.
Im Jahr 1538 brannte die Burg aus Fahrlässigkeit ab. Johann Fernberger verwendete das Geld nicht für den Wiederaufbau der Burg, sondern für den Bau des Pfleghauses (Schafferleithen).
1584 erwarben die Jörger, namentlich Helmhart VIII. Jörger, die Herrschaft Scharnstein und errichteten ein mächtiges Schlossgebäude neben dem bereits bestehenden Pfleghaus, das neue Amtshaus an der Schafferleiten, und gründeten ab 1585 auch die ersten Sensenhämmer an der Alm.
In der Gegenreformation wurden 1621 alle Besitzungen der für die Verbreitung der protestantischen Lehre in Oberösterreich mit vollem Einsatz und schließlich mit offenem Widerstand eingetretenen Jörger konfisziert; die Herrschaft Scharnstein wurde 1625 dem Kloster Kremsmünster verkauft.
Die Herrschaft Scharnstein unterstand ab 1625 dem Stift Kremsmünster. Während der Napoleonischen Kriege wurde die Region mehrfach von französischen Truppen besetzt, blieb aber immer ein Teil des Landes Österreich ob der Enns.
Ab 1848, mit Schaffung der Ortsgemeinden nach der Revolution, hieß die Gemeinde Viechtwang, nach dem heutigen Ortsteil. Noch im 19. Jahrhundert war die Gemeinde die größte Sensenproduktionsstätte der Monarchie (siehe Simon Redtenbacher seelige Witwe & Söhne). 700 Beschäftigte erzeugten täglich 4.000 Sensen und 5.000 Sicheln.
Im Jahre 1901 wurde die Almtalbahn von Wels nach Grünau im Almtal fertiggestellt, und somit war Scharnstein über den Schienenverkehr erreichbar geworden. Seit 1918 gehört das Gemeindegebiet zum Bundesland Oberösterreich. 1932 wurde der Gemeindeteil Scharnstein zum Ort erhoben.
Im Jahr 1967 erwarb Harald Seyrl, ein österreichischer Historiker, das Schloss vom Stift Kremsmünster und begann mit Arbeiten zur Rettung der historischen Substanz, die mittlerweile weitgehend abgeschlossen sind.
Im Jahr 1976 wurde der Gemeindename auf Scharnstein geändert.
Das Jahr 1987 brachte das Ende der 400 Jahre währenden Scharnsteiner Sensenerzeugung. Im Jahr 2004 wurde die Gemeinde Scharnstein anlässlich ihres 800-jährigen Bestandes vom Landeshauptmann Josef Pühringer zur Marktgemeinde erhoben.

### Einwohnerentwicklung
1991 hatte die Gemeinde laut Volkszählung 4.309 Einwohner, 2001 dann 4.539 Einwohner, stieg im Jahr 2011 auf 4.731 Einwohner und erreichte 2018 einen neuen Höchststand von 4.819 Personen. Das starke Wachstum erfolgt trotz negativer Geburtenbilanz im Zeitraum 2001 bis 2011 durch eine sehr positive Wanderungsbilanz in den letzten Jahrzehnten.
| Scharnstein: Einwohnerzahlen von 1869 bis 2024 | Scharnstein: Einwohnerzahlen von 1869 bis 2024 | Scharnstein: Einwohnerzahlen von 1869 bis 2024 | Scharnstein: Einwohnerzahlen von 1869 bis 2024 | Scharnstein: Einwohnerzahlen von 1869 bis 2024 |
| ---------------------------------------------- | ---------------------------------------------- | ---------------------------------------------- | ---------------------------------------------- | ---------------------------------------------- |
| Jahr                                           |                                                |                                                |                                                | Einwohner                                      |
| 1869                                           | 1869                                           |                                                | 2.952                                          | 2.952                                          |
| 1880                                           | 1880                                           |                                                | 2.867                                          | 2.867                                          |
| 1890                                           | 1890                                           |                                                | 2.979                                          | 2.979                                          |
| 1900                                           | 1900                                           |                                                | 3.315                                          | 3.315                                          |
| 1910                                           | 1910                                           |                                                | 3.911                                          | 3.911                                          |
| 1923                                           | 1923                                           |                                                | 3.638                                          | 3.638                                          |
| 1934                                           | 1934                                           |                                                | 3.614                                          | 3.614                                          |
| 1939                                           | 1939                                           |                                                | 3.574                                          | 3.574                                          |
| 1951                                           | 1951                                           |                                                | 4.025                                          | 4.025                                          |
| 1961                                           | 1961                                           |                                                | 3.756                                          | 3.756                                          |
| 1971                                           | 1971                                           |                                                | 3.940                                          | 3.940                                          |
| 1981                                           | 1981                                           |                                                | 4.061                                          | 4.061                                          |
| 1991                                           | 1991                                           |                                                | 4.309                                          | 4.309                                          |
| 2001                                           | 2001                                           |                                                | 4.533                                          | 4.533                                          |
| 2011                                           | 2011                                           |                                                | 4.739                                          | 4.739                                          |
| 2021                                           | 2021                                           |                                                | 4.954                                          | 4.954                                          |
| 2024                                           | 2024                                           |                                                | 4.936                                          | 4.936                                          |
| Quelle(n): Statistik Austria                   |                                                |                                                |                                                |                                                |

## Hauptort der Gemeinde: Scharnstein
Gemeindehauptort ist der Marktort Scharnstein. Er liegt direkt an der Alm, auf einer Höhe von 488 m ü. A.
Die Ortschaft Scharnstein umfasst etwa 400 Gebäude mit etwa 1200 Einwohnern, also 1⁄4 der Gemeindebevölkerung, der überwiegende Teil im Ort selbst.
Zum Ortschaftsgebiet gehören auch die Rotte Spielangerthal und die Siedlung Tießenbach am anderen Almufer, wie auch Schloss Scharnstein am Nordende des Orts.
Der Ort liegt an der B 120 Scharnsteiner Straße und hat eine Haltestelle der Almtalbahn.
Nachbarorte und -ortschaften
|               | Haid                                        | Viechtwang (O.)                      |
| Dorf (O.)     | Kompassrose, die auf Nachbargemeinden zeigt | Spielangerthal Steinbach am Ziehberg |
| Mühldorf (O.) |                                             | Tießenbach                           |

## Kultur und Sehenswürdigkeiten

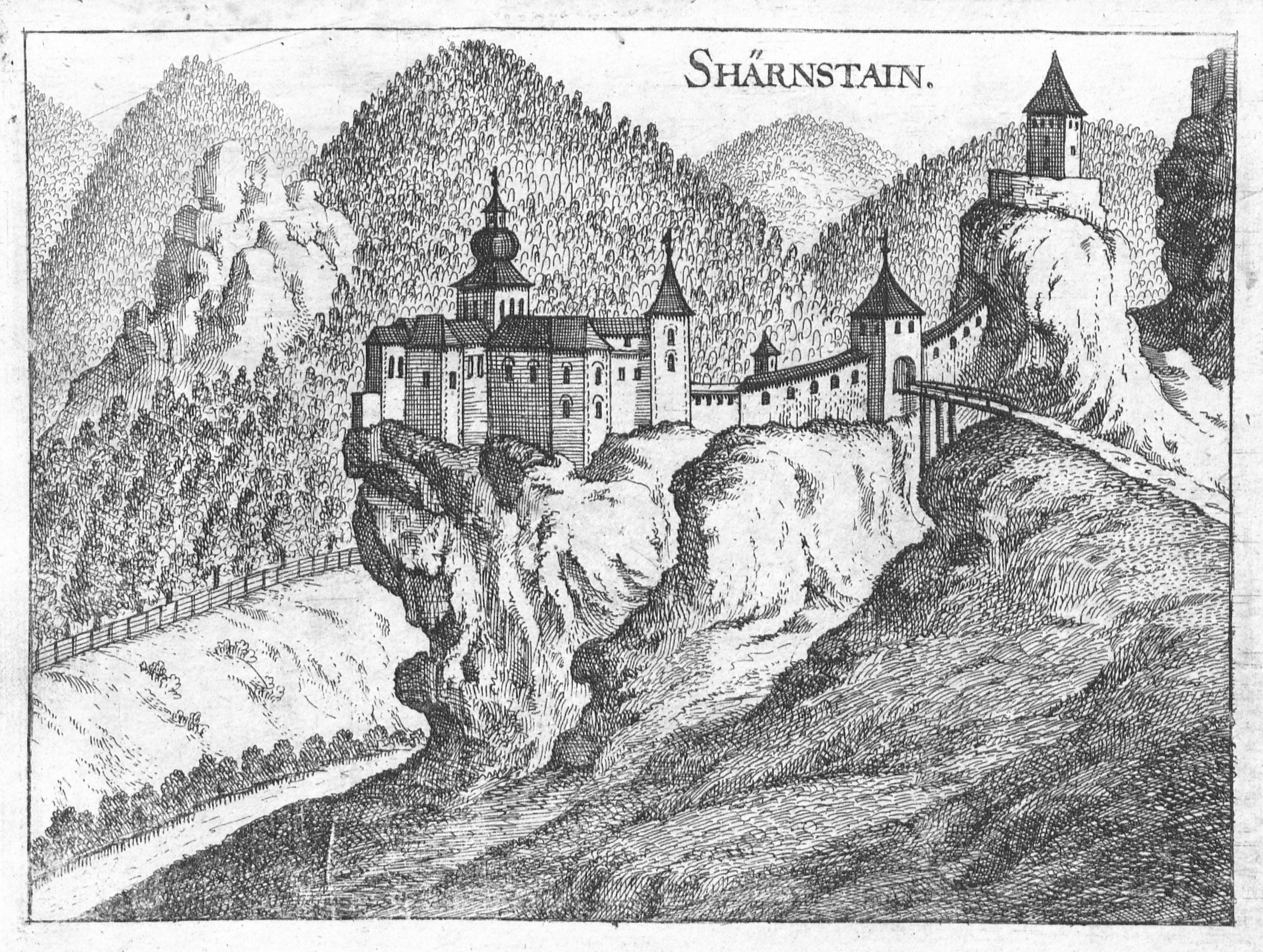
Burg Scharnstein um 1674, Stich von G.M.Vischer

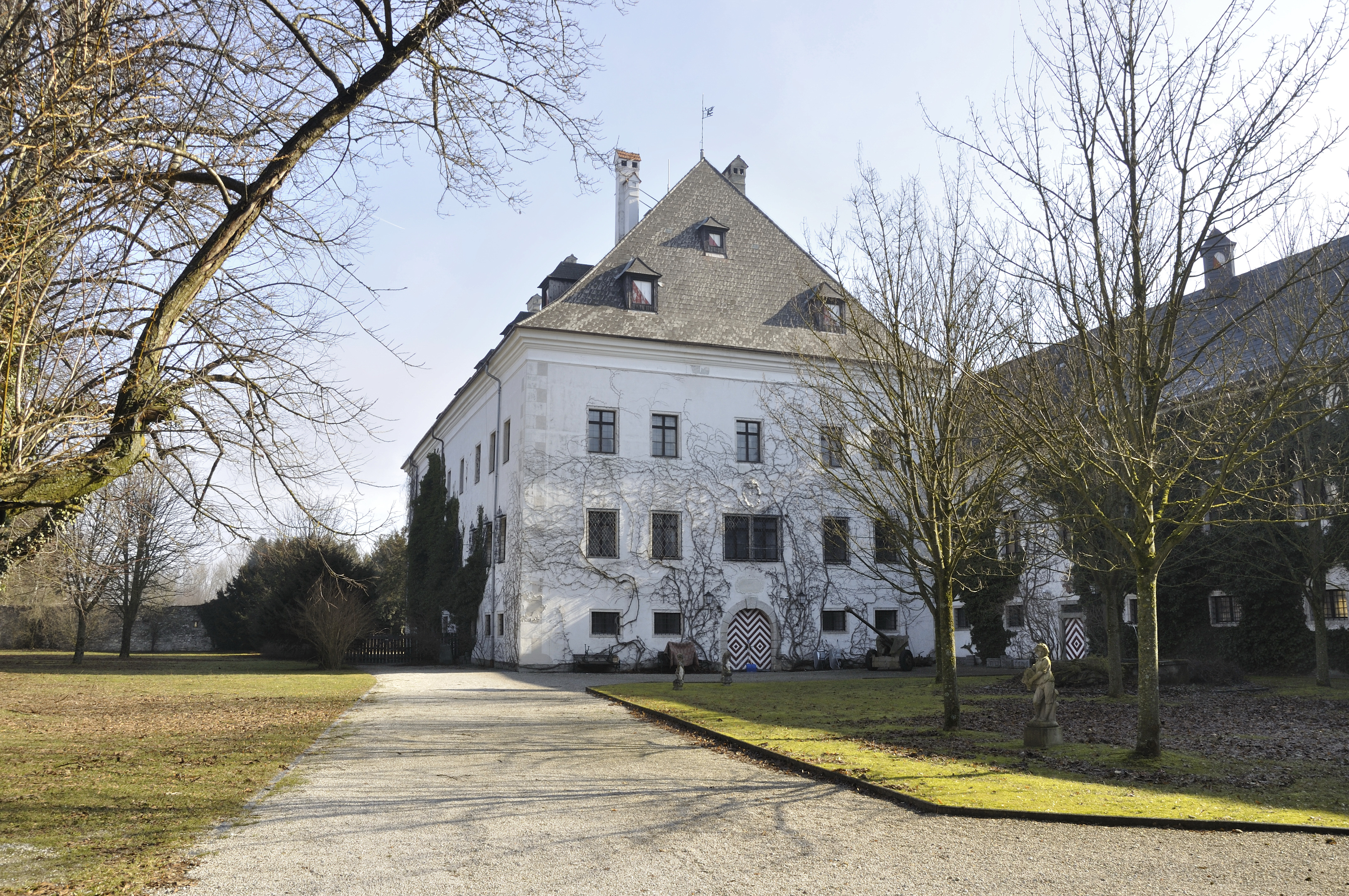
Schloss Scharnstein

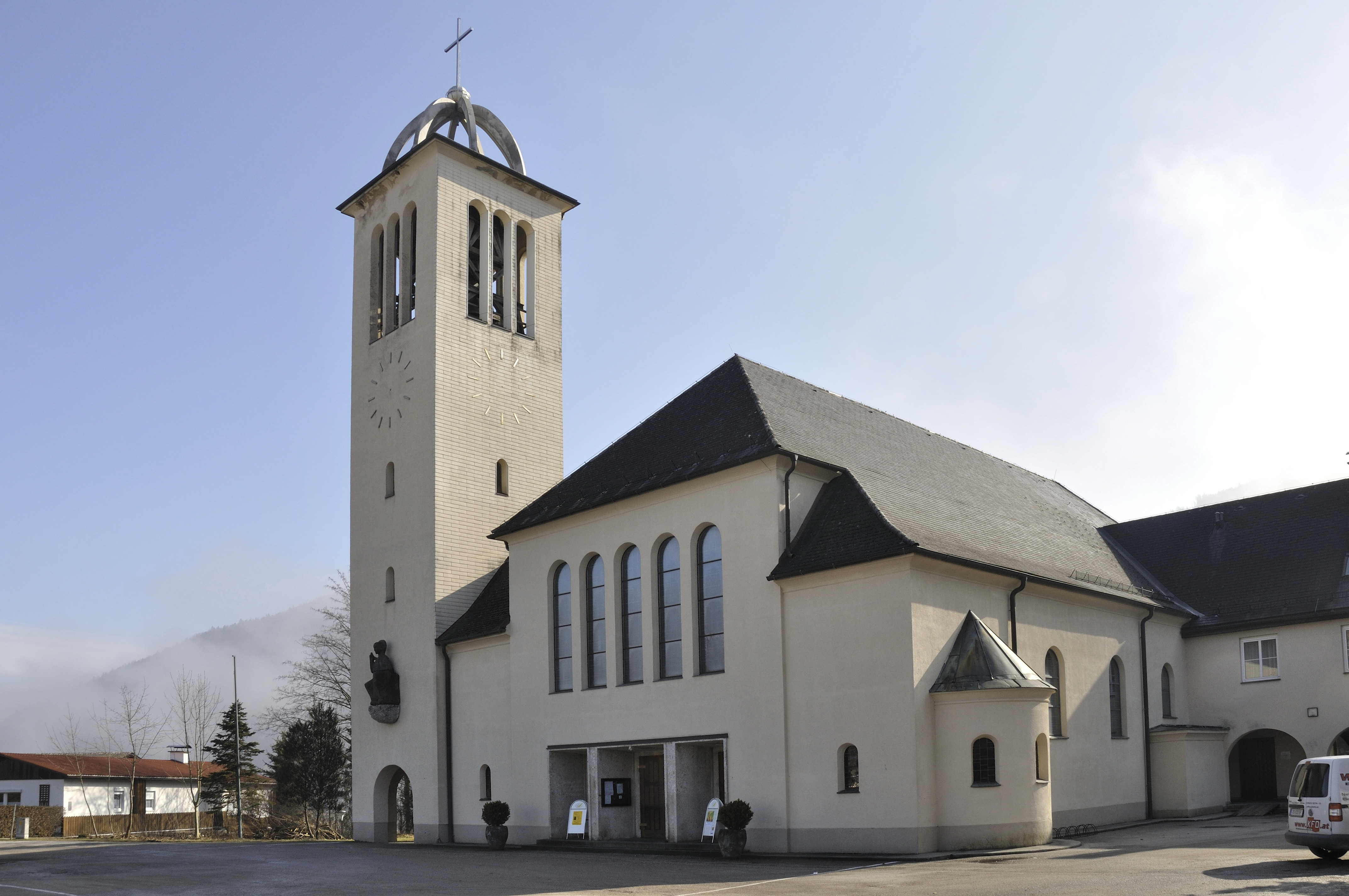
Pfarrkirche Scharnstein

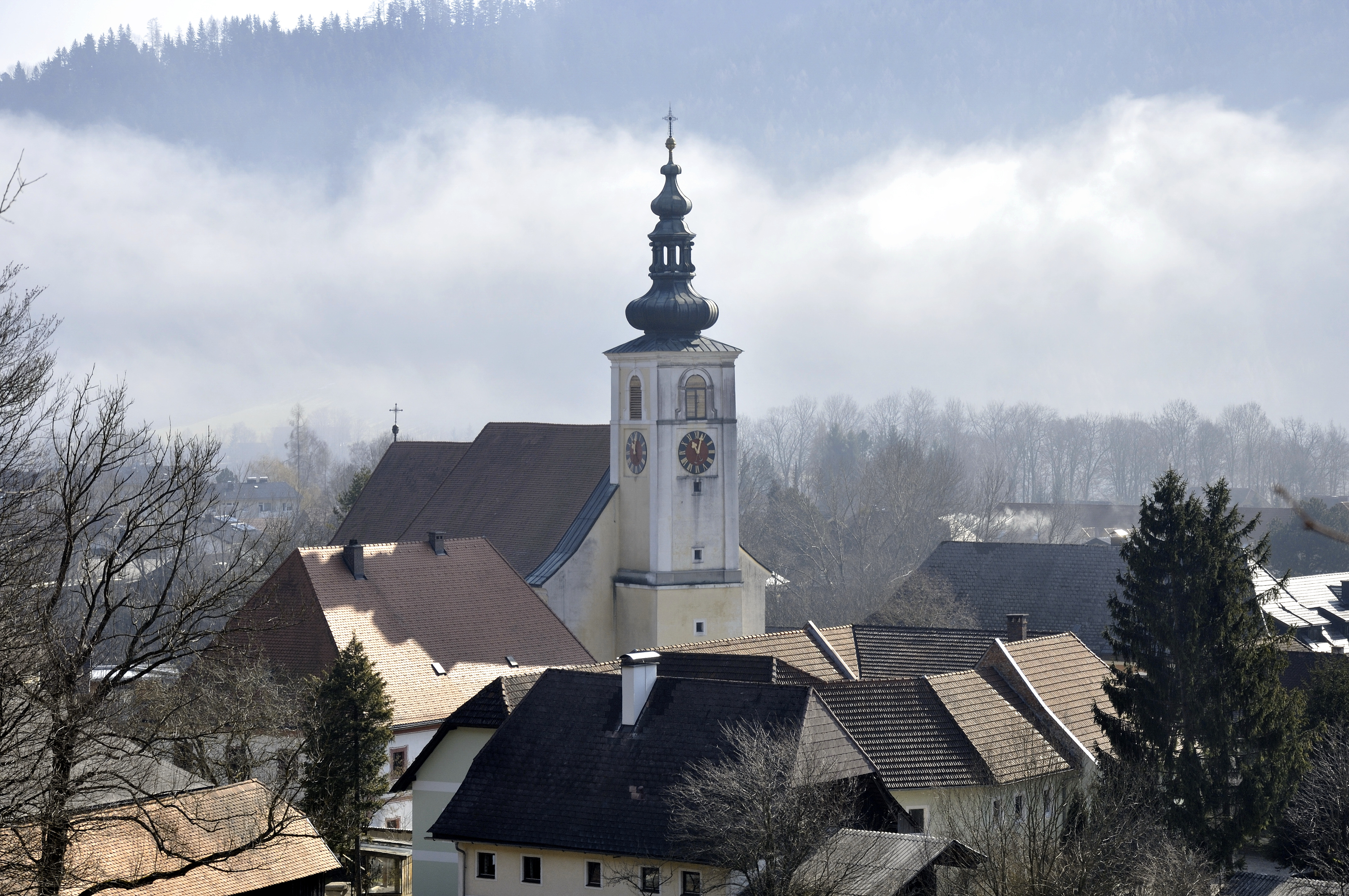
Pfarrkirche Viechtwang

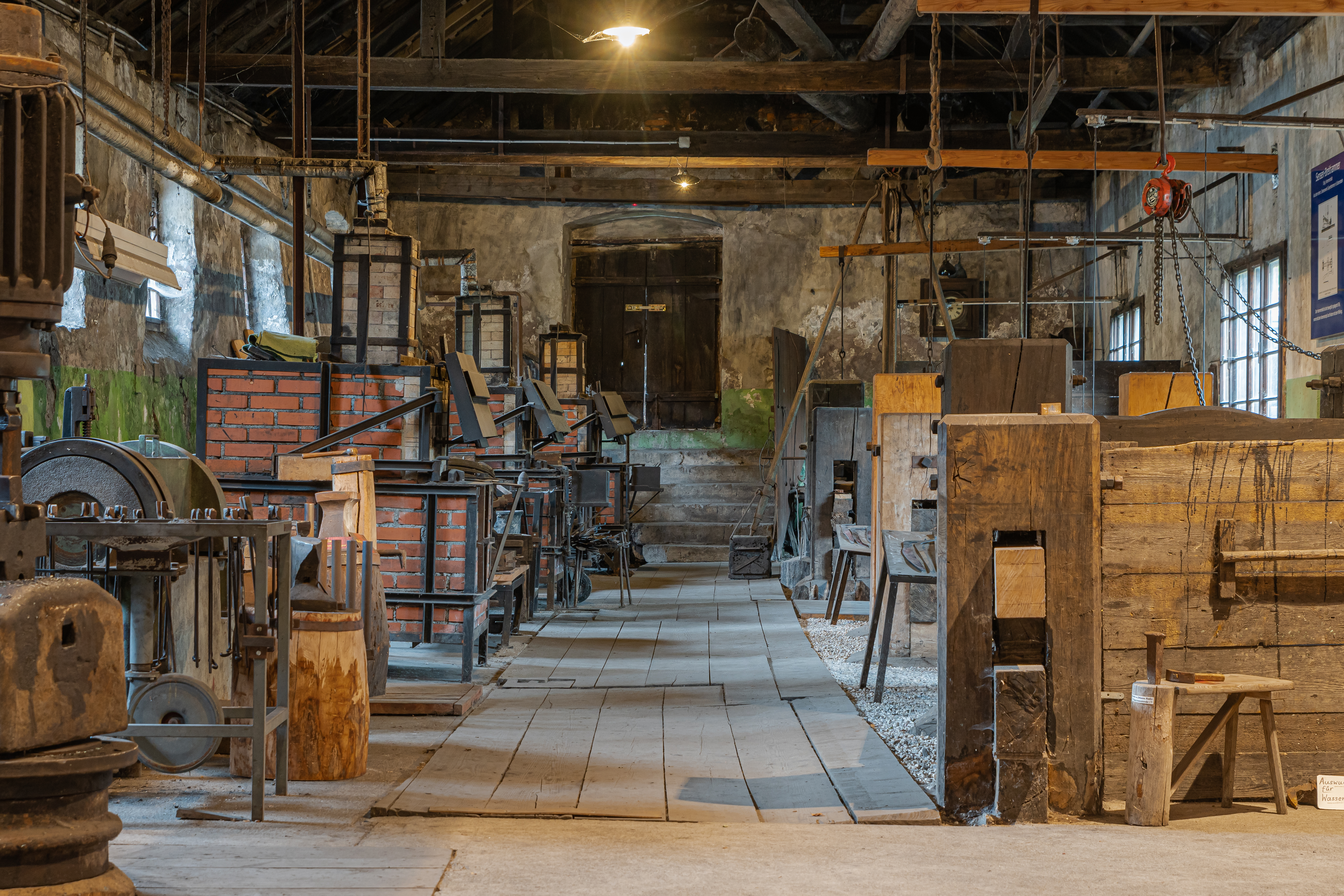
Sensenmuseum Geyerhammer

- Burgruine Scharnstein: Die Burg wurde in der ersten Hälfte des 12. Jahrhunderts errichtet. Sie bestand einst aus einem Turmvorwerk, einer Vorburg, einem großen Vorratsgewölbe sowie einer Hauptburg mit Palas, Kapelle und Bergfried.
- Schloss Scharnstein: Schloss Scharnstein geht auf das Jahr 1538 zurück. Im Schloss gibt es zwei Museen, das Österreichische Kriminalmuseum und das Österreichische Gendarmeriemuseum, in denen die Geschichte der österreichischen Justiz und des Sicherheitswesens vom späten Mittelalter bis in die Gegenwart gezeigt wird. Breiter Raum ist der Geschichte des Gendarmeriewesens von 1849 bis zur Gegenwart gewidmet. Im Museum für Österreichische Zeitgeschichte wird anhand von Objekten und Bildern die Entwicklung Österreichs im 20. Jahrhundert gezeigt.
- Katholische Pfarrkirche Scharnstein hl. Berthold: Die Kirche wurde nach Plänen von Hans Foschum errichtet.
- Katholische Pfarrkirche Viechtwang hl. Johannes Evangelist
- Sensenmuseum Geyerhammer: Das Freilichtmuseum zeigt den Übergang von der handwerklichen zur industriellen Sensenproduktion. Schmiedevorführungen mit einem Hammerschmied werden regelmäßig abgehalten.[3] Der Sensenweg ist ein wirtschaftshistorischer Wanderweg mit 2,4 km Länge. Der Sensenweg führt zu Produktionsstätten, Wohnhäusern und den Herrenhäusern der Hammerherren („schwarzen Grafen“). Um die schwer arbeitende Bevölkerung zu versorgen, entstand ein besonderes Gebäck. Von einem unbekannten Bäckermeister wurde der nur im Almtal bekannte Zwieballen entwickelt. Sein Name geht auf ein altes Maß der Sensenschmiede zurück: zwei Handballen. Den Zwieballen gibt es nur im Almtal.

## Wirtschaft und Infrastruktur

### Tourismus
Scharnstein gehört zur Tourismusregion Almtal, die am 1. Jänner 2013 gegründet wurde.

### Vereine
- Marktmusik Scharnstein-Redtenbacher
- Naturfreunde Scharnstein, Obmann: Martin Holzinger
- SV Scharnstein
- LRC Almtal
- WSV Scharnstein
- Musikverein Viechtang
- Flugplatz Scharnstein

### Bildung
Es gibt in Scharnstein zwei Volksschulen (Mühldorf, Viechtwang), eine Neue Mittelschule (Scharnstein Mitte) und zwei Kindergärten.

## Politik
Der Gemeinderat hat 25 Mitglieder.
- Mit den Gemeinderats- und Bürgermeisterwahlen in Oberösterreich 2003 hatte der Gemeinderat folgende Verteilung: 16 SPÖ, 13 ÖVP und 3 FPÖ. (32 (?) Mandate)
- Mit den Gemeinderats- und Bürgermeisterwahlen in Oberösterreich 2009 hatte der Gemeinderat folgende Verteilung: 14 ÖVP, 13 SPÖ und 4 FPÖ. (31 Mandate)
- Mit den Gemeinderats- und Bürgermeisterwahlen in Oberösterreich 2015 hatte der Gemeinderat folgende Verteilung: 17 ÖVP, 9 SPÖ und 5 FPÖ. (31 Mandate)
- Mit den Gemeinderats- und Bürgermeisterwahlen in Oberösterreich 2021 hat der Gemeinderat folgende Verteilung: 10 ÖVP, 6 SPÖ, 5 GRÜNE und 4 FPÖ. (25 Mandate)[5][6]

### Bürgermeister
Bürgermeister seit 1850:
- 1850–1872 Johann Haslinglehner
- 1872–1876 Michael Ridler
- 1876–1879 Josef Grafinger
- 1879–1882 Michael Ridler
- 1882–1885 Michael Leitner
- 1885–1901 Anton Raffelsberger
- 1901–1904 Karl Buchegger
- 1904–1907 Johann Wolf
- 1907–1913 Johann Redl
- 1913–1915 Friedrich Koch
- 1915–1919 Michael Kaltenbrunner
- 1919–1924 Jakob Eder
- 1924–1938 Karl Gillesberger
- 1938–1945 Franz Kriechbaum
- 1945–1946 Karl Gillesberger
- 1946–1960 Felix Klaushofer
- 1960–1979 Friedrich Waser
- 1979–1991 Franz Pühringer
- 1991–2003 Franz Kronberger
- 2003–2009 Franz Spieleder (SPÖ)
- seit 2009 Rudolf Raffelsberger (ÖVP)

### Wappen
Beschreibung des Gemeindewappens:
Gespalten von Silber und Schwarz mit zwei aufrecht stehenden, mit den Schneiden auswärts gekehrten Pflugmessern (Sech) in gewechselten Farben; rechts ein roter, links ein goldener Bord.
Die Gemeindefarben sind Rot-Weiß.
Das Wappen ist das Stammwappen der Jörger von Tollet, deren Helmhart VIII. durch sein Wirken, insbesondere als Begründer der Sensenindustrie im Almtal, für Scharnstein wirtschaftshistorische Bedeutung erlangt hat.
Das Wappen wurde 1977, nach der Änderung des Gemeindenamens zu Scharnstein, verliehen.

## Persönlichkeiten

### Töchter und Söhne der Gemeinde
- Oddo Scharz (1691–1749), Benediktinerpater und Hochschullehrer
- Wolfgang Leuthner (1744–1812), Benediktiner und Abt des Stiftes Kremsmünster
- Franz Spillmann (1901–1988), Paläontologe
- Hilde Berger (* 1946), Schauspielerin, Drehbuchautorin und Schriftstellerin (Romane)
- Andreas Resch (* 1962), Wirtschaftshistoriker und Universitätsprofessor
- Gertrude Drack, Zoologin, genannt Rabengerti, die Ziehmutter des zahmen Kolkraben Kraxi (lebt in Viechtwang)[8]
- Julia Drack (* 1978), Filmeditorin

### Ehrenbürger der Gemeinde
- Eduard Rezczuk – nach 35-jähriger Tätigkeit als Priester der Pfarre Viechtwang[9]

### Ehrenringträger der Gemeinde
- Christian Huemer – langjähriges Mitglied und Ehren-Kommandant der Freiwilligen Feuerwehr Scharnstein[10]
- Leopold Bimminger – Gemeindearzt[9]
- Gerhard Paul – Kapellmeister[9]
- Karl Maier – für fünf Perioden Mitarbeit in den verschiedensten Funktionen im Gemeinderat[9]

### Personen mit Bezug zur Gemeinde
- Hanna Maria Drack (1913–1988), Dichterin und Schriftstellerin, lebte ab 1941 in Scharnstein
- Thomas Dreßen (* 1993), deutscher Skirennläufer, lebt in Scharnstein
- Karl von Kirchbach auf Lauterbach (1856–1939), Generaloberst der k.u.k. Armee, in Scharnstein verstorben
- Kurt Kotrschal (* 1953), Gründer der Forschungsstelle Grünau und Hochschullehrer lebt in Scharnstein[11]
- Florian Moitzi (* 1979), Komponist und Schulbuchautor
- Markus Moser (* 1970), Drahtkünstler, lebt und arbeitet seit 1984 in Scharnstein
- Mike Süsser (* 1971), deutscher Fernsehkoch, lebt in Scharnstein